# Astra 5A
Astra 5A («Астра 5А»), до 2008 року — «Сіріус-2» (англ. Sirius-2) — шведський супутник зв'язку серії «Сіріус», є найбільшим європейським супутником зв'язку. Був виготовлений французькою компанією Aérospatiale, в листопаді 1997 року ракетою-носієм Arian 44L з космодрому Куру був виведений на ДСО в орбітальну позицію 4,8 ° в. д.

## Сіріус 2
З 1997 року експлуатувався Nordic Satellite AB як Sirius 2.
Був замінений супутником Sirius 4, запущеним у листопаді 2007 року. Переклад всіх послуг по мовленню з Sirius 2 на Sirius 4 був завершений в січні 2008 року.

## Астра 5A
У квітні 2008 року супутник був переданий SES Astra і перейменований в Astra 5A, при цьому він був переведений в точку стояння 31,5° с. д. для забезпечення послуг зв'язку в Східній Європі і на Середньому Сході. 1 вересня 2008 супутник почав мовлення провайдера SatGate. 22 жовтня на супутнику стався збій, в результаті якого він відхилився від позиції 31,5 ° в. д., але протягом двох тижнів супутник був повернутий на позицію і мовлення продовжилося.
16 січня 2009 на супутнику стався повторний збій, наслідки якого не вдалося виправити, і він був оголошений втраченим.
15 квітня 2009 з'явилося офіційне повідомлення від SES Astra про те, що супутник Astra 5A вдалося остаточно вивести на орбіту захоронення заввишки 36000 км і вимкнути. Також, було заявлено, що точку стояння 31,5 ° в. д. займе супутник Astra 2C.

## Мовлення
Astra 5A віщав в два промені (горизонтальна і вертикальна поляризація): Під час знаходження супутника в точці стояння 5 ° в. д., він використовувався SES Sirius AB для здійснення безпосереднього телемовлення і забезпечення послуг кабельного телебачення та передачі даних на Скандинавії і сусідні країни, хоча мав можливість забезпечувати телемовлення і високошвидкісну передачу даних на країни аж до Гренландії.  Sirius 2 мав два промені, на кожен по 13 BSS транспондерів Ku-діапазону з ефективною ізотропно випромінюваною потужністю (ЕІІП) не нижче 54 дБВт у первинній зоні.
До переміщення в орбітальну позицію 31,5 ° с. д., один із променів був перенаправлений на регіон Північної Європи з ЕІІП 55 дБВт, тоді як другий промінь був спрямований на Центральну і Південну Європу з ЕІВП 50 дБВт в межах Європи:
- Європейський широкий промінь CEE (англ. Central and Eastern European) (транспондери: 13 BSS по 33 МГц).
- Північноєвропейський промінь PE (англ. pan-European) (транспондери: 13 BSS по 33 МГц).

Луч CEE забезпечував впевнений прийом на антену діаметром 60 см від Польщі до Північної Туреччини, на Балканах і в районі Чорного моря, а промінь PE забезпечував впевнений прийом на антену діаметром 60 см від Туніса до Урала.
 Sirius 2 мав, також, третій промінь для передачі відео і даних. Він мав 6 FSS 36 МГц транспондерів і покривав північну і центральну Європу з ЕІІП на рівні 46-48 дБВт.